# Jakiw Pohrebniak
Jakiw Petrowicz Pohrebniak (ukr. Яків Петрович Погребняк, ros. Я́ков Петро́вич Погребня́к, ur. 6 kwietnia 1928 w okręgu charkowskim, zm. 18 maja 2016) – radziecki działacz partyjny narodowości ukraińskiej.

## Życiorys
Od 1953 w KPZR, w 1954 ukończył studia na Wydziale Metalurgicznym Stalińskiego Instytutu Politechnicznego, w latach 1954–1957 kolejno majster, starszy majster, starszy inżynier technolog i p.o. szefa odcinka Nowokramatorskiej Fabryki Maszyn w obwodzie stalińskim (obecnie obwód doniecki). Następnie sekretarz, II sekretarz, a od 1960 do sierpnia 1962 I sekretarz Komitetu Miejskiego KPU w Kramatorsku, jednocześnie od 30 września 1961 do 15 marca 1966 członek Komisji Rewizyjnej KPU. Od sierpnia 1962 do stycznia 1963 II sekretarz Komitetu Obwodowego KPU w Doniecku, od stycznia 1963 do 14 grudnia 1964 I sekretarz Połtawskiego Przemysłowego Komitetu Obwodowego KPU, od 14 grudnia 1964 do lutego 1966 II sekretarz Połtawskiego Komitetu Obwodowego KPU. Od lutego 1966 do marca 1969 I sekretarz Komitetu Obwodowego KPU w Iwano-Frankowsku, od 18 marca 1966 do 19 czerwca 1990 członek KC KPU, od marca 1969 do 29 marca 1971 I sekretarz Komitetu Obwodowego KPU w Mikołajowie, od 20 marca 1971 do 25 marca 1987 sekretarz KC KPU. Od 20 marca 1971 do 7 maja 1990 zastępca członka Biura Politycznego KC KPU, od 9 kwietnia 1971 do 2 lipca 1990 zastępca członka KC KPZR, od 20 marca 1987 do 14 kwietnia 1990 I sekretarz Komitetu Obwodowego KPu we Lwowie, następnie na emeryturze. Deputowany do Rady Najwyższej ZSRR 7. i 8. kadencji.

## Odznaczenia
- Order Lenina (dwukrotnie)
- Order Rewolucji Październikowej
- Order Czerwonego Sztandaru Pracy (dwukrotnie)
- Order „Znak Honoru”
- Order „Za zasługi” III klasy (1998)